# 益山站
益山站（：／ Iksan yeok */?）是湖南線、全羅線與長項線三線交會的一座鐵路車站，位於韓國全羅北道益山市昌仁洞2街，鄰近益山車輛基地和韓國鐵道公社全北本部，有停靠KTX、SRT、ITX-新村、新村號、無窮花號、西海金光列車及南道海洋列車等車種停靠。
2008年起成為長項線的終點，所有長項線列車在此站起終着，每日1班來往長項線的無窮花號列車在此站與湖南線合流，延長運行至西大田站為止。2004年4月1日起KTX開通，龍山站一般列車的湖南線列車終着站，不過10年後的2014年10月1日起湖南線列車恢復首爾站開出。首爾站開湖南線列車當中正規運行列車是首爾至麗水的南道海洋列車。

## 車站構造
月台以5面10線混合式月台營運，灰色月台是KTX專用月台，藍色是一般列車專用月台。

### 月台配置
| ↑ 井邑（湖南高速線）／↑ 金堤（湖南線）／↑ 參禮（全羅線）／↑ 大野（長項線） |
| １２ \| ３４ \| ５６ \| ７８ \| ９10 \|                                    |
| 公州（湖南高速線） ↓／咸悅（湖南線） ↓／起終點站（長項線）                 |

| 月台 | 路線                      | 方向                                                 | 目的地                                                 |
| ---- | ------------------------- | ---------------------------------------------------- | ------------------------------------------------------ |
| 1    | 湖南線、全羅線            | 下行                                                 | 麗水世博會、麗川、順天、南原、全州、參禮方向           |
| 2    | 湖南線、全羅線            | 木浦、光州松汀、光州（西光州）、長城、井邑、金堤方向 |                                                        |
| 3    | 湖南高速線、全羅線（KTX） | 下行                                                 | 木浦、光州松汀、井邑、麗水世博會、麗川、順天、全州方向 |
| 4    | 湖南高速線、全羅線（KTX） | 下行                                                 | 木浦、光州松汀、井邑、麗水世博會、麗川、順天、全州方向 |
| 5    | 湖南高速線、湖南線（KTX） | 上行                                                 | 幸信、首爾、水西、龍山、光明、西大田、公州方向         |
| 6    | 湖南高速線、湖南線（KTX） | 上行                                                 | 幸信、首爾、水西、龍山、光明、西大田、公州方向         |
| 7    | 湖南線、全羅線            | 上行                                                 | 龍山、永登浦、水原、平澤、天安、西大田、論山、首爾方向 |
| 8    | 湖南線、全羅線            | 上行                                                 | 龍山、永登浦、水原、平澤、天安、西大田、論山、首爾方向 |
| 9    | 長項線                    | 上行                                                 | 龍山、天安、溫陽溫泉、洪城、大田、長項、群山方向       |
| 10   | 長項線                    | 上行                                                 | 龍山、天安、溫陽溫泉、洪城、大田、長項、群山方向       |

## 历史
- 1912年3月6日 - 落成使用，车站名称是裡里站。
- 1977年11月11日 - 发生爆炸事故。
- 1978年 - 车站重建。
- 1995年9月1日 - 改为现在名称。

## 相鄰車站
韓國鐵道公社
長項線
木川信號所－益山
全羅線
益山－東益山
湖南線
黃登－益山－芙蓉